# Fenomen (film 2010)
Fenomen – polska komedia romantyczna z 2010 roku w reżyserii Tadeusza Paradowicza.
Okres zdjęciowy trwał od 7 sierpnia do 21 września 2008 r., a plenerami były: Warszawa, Płock, Gdańsk i Kraków.

## Opis fabuły
Gwiazda filmowa Agnieszka (Ewa Hornich), rozpieszczona córka miliardera Oliwia (Monika Dryl) oraz jej gotowa na wszystko przyjaciółka o wielkim sercu, choć małym rozumie – Jadźka (Anna Oberc) łączy fakt, że każda z nich, skrajnie różnych dziewcząt, poszukuje faceta marzeń.

## Obsada
- Ewa Hornich - Agnieszka
- Monika Dryl - Oliwia
- Anna Oberc - Jadźka
- Rafał Cieszyński - Czarek
- Przemysław Cypryański - aktor Miękki
- Łukasz Nowicki - scenarzysta
- Alessandro Bertolucci - archeolog
- Jan Nowicki - tata Oliwii
- Elżbieta Okupska - teściowa
- Michał Ratyński - reżyser Michał
- Grzegorz Skurski - dźwiękowiec Grzegorz
- Jacek Łuczak - scenograf Darek
- Janusz Onufrowicz - Jacek
- Lech Dyblik - bezdomny
- Ewa Krasnodębska - Aurelia
- Ryszard Barycz - Józef
- Mieczysław Hryniewicz - agent
- Izabela Trojanowska - garderobiana
- Krzysztof Ibisz - fotoreporter
- Jan Prochyra - dziennikarz
- Jarosław Gajewski - redaktor naczelny
- Krzysztof Artur Janczar - ksiądz
- Romuald Kłos - aktor Nos
- Maciej Jachowski - Krzysztof
- Jerzy Słonka - cieć
- Jan Hencz - lekarz
- Ostap Stupka - Siergiej
- Wujek Samo Zło - małolaty
- Agnieszka Kawiorska - "Mrówka"
- Iwona Zwoźniak - żona
- Krzysztof Leszczyński - Leszczyński
- Oskar Martin - policjant
- Jan Konieczny - policjant
- Stanisław Brudny - staruszek gruby
- Ryszard Nawrocki - staruszek chudy
- Ewa Konstanciak - klientka
- Barbara Zielińska - klientka
- Jacek Samojłowicz - prezes
- Paweł Konofalski - małolat
- Marta Malinowska - pielęgniarka
- Sylwia Gliwa - studentka
- Magdalena Modra - studentka
- Jarosław Szczepaniak - kowboj
- Mirosław Kowalczyk